# Église Saint-Michel de Chicago
L'église Saint-Michel (St. Michael's Church) est une église catholique historique de la ville de Chicago située dans le quartier de Old Town, dans la vieille ville. Elle est desservie par les rédemptoristes. Cette église imposante de style néo-roman se trouve à l'angle d' Eugenie Street et de Cleveland Street.
Michael Diversey, un immigrant allemand qui avait établi une brasserie très prospère à Chicago, a fait don d'un petit terrain à l'angle de North Avenue et Church (aujourd'hui Hudson) Street. Avec la propriété en main, le comité paroissial a collecté 750 dollars auprès des paroissiens et a construit une modeste maison de culte, du nom de Saint-Michel l'archange - avec un clin d'œil à Michael Diversey.
Elle ne doit pas être confondue avec l'église Saint-Michel-Archange construite en style néogothique au début du XXe siècle dans le secteur de South Chicago.

## Historique

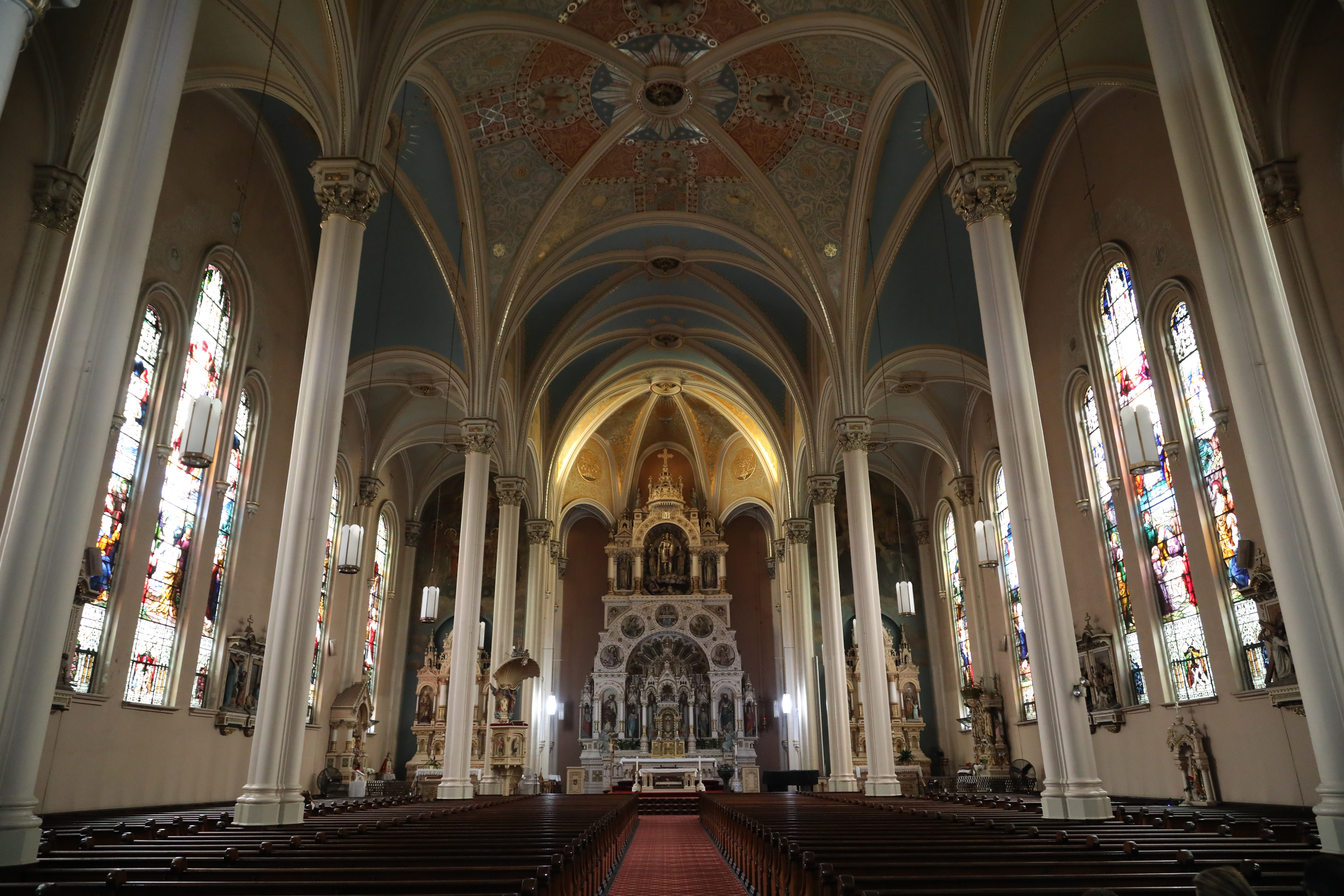
Intérieur

La paroisse a été fondée en 1852 par des immigrants allemands qui construisent une petite église de bois pour 750 dollars (y compris la cloche). Les rédemptoristes sont invités à desservir la paroisse en 1860 dont le nombre de fidèles est en augmentation rapide. Aussi est-il décidé de construire une nouvelle église de briques en 1869. Son clocher domine la ville de Chicago et l'édifice est le plus grand de la vieille ville, jusqu'à la construction en 1885 de l'ancienne bourse de commerce de Chicago.
L'édifice est l'un des six bâtiments à avoir survécu au Grand incendie de 1871, mais il est gravement endommagé. Chicago était construite en bois et la structure de l'église en pierres et en briques permet une reconstruction rapide.
La communauté portoricaine commence à affluer dans les années 1950 et la Saint-Michel accueille dans ses locaux paroissiaux des messes dont les chants et le sermon sont en espagnol (la langue liturgique étant alors le latin), l'église principale étant réservée aux messes des communautés de descendants d'Allemands ou de Polonais. Des associations pieuses portoricaines se forment également, comme les Damas de Maria (Dames de Marie), ou les Caballeros de Maria (Messieurs de Marie), puis des organisations humanitaires venant en aide aux populations sud-américaines, et l'Action catholique qui essaime dans d'autres paroisses de la vieille ville.
Depuis 2002, d'importants travaux ont été entrepris sur l'infrastructure pour maintenir l'intégrité historique et architecturale de l'église. Le rejointoiement, la restauration des vitraux, la décoration intérieure et une restauration en plusieurs phases de l'orgue reflètent l'engagement continu de garantir l'église aux futurs paroissiens de Chicago.

## Notes et références

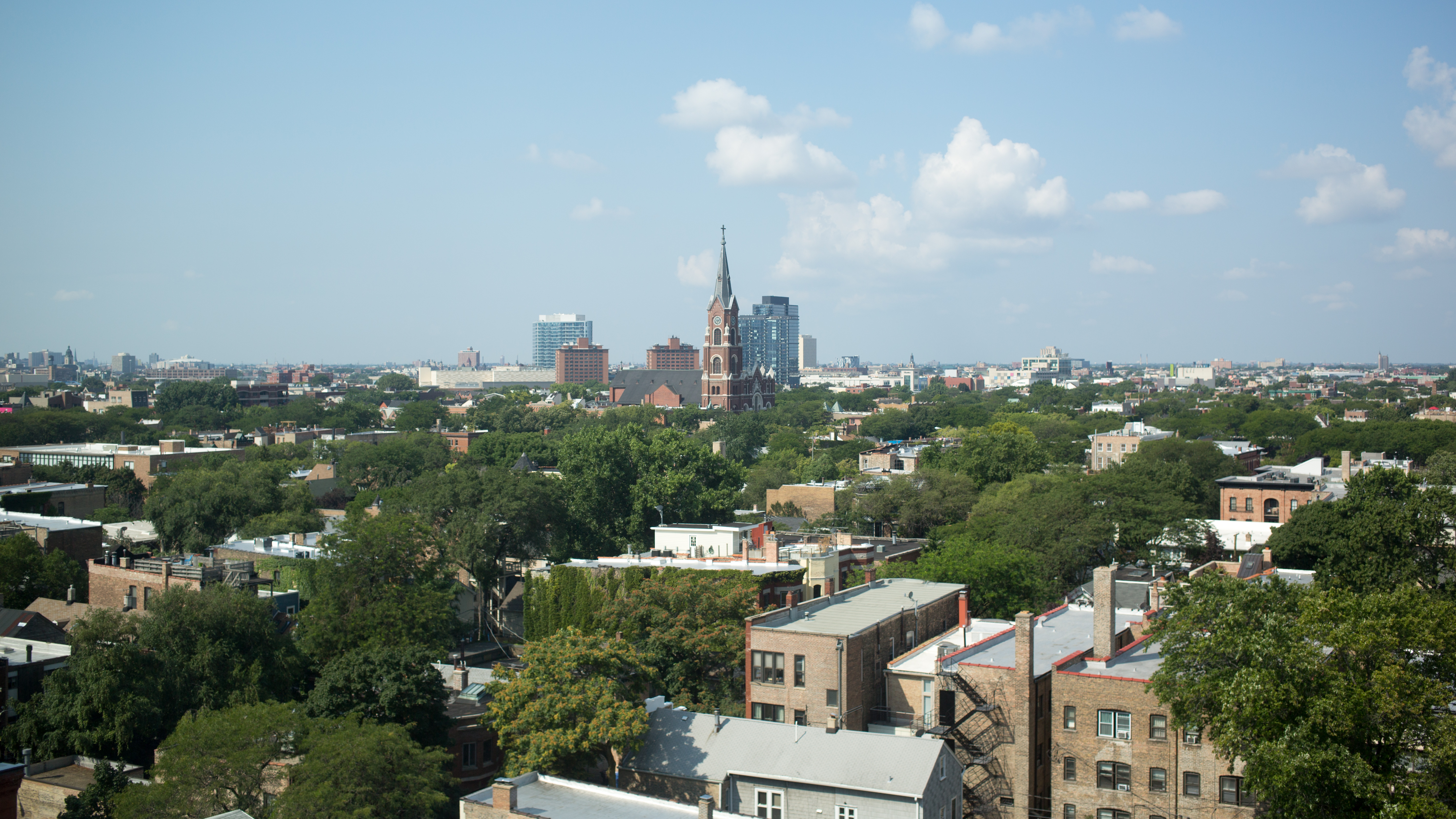
Vue du clocher surplombant Old Town.